# 巡回多元環
数学、とくに代数的整数論において、巡回多元環（じゅんかいたげんかん、英: cyclic algebra）とは、体の巡回拡大から構成される中心的単純環の一種で、一般四元数環の一般化。

## 定義
可換体 F 上の多元環 A が巡回多元環であるとは、それが F 上 n-次の正規単純環であって、かつ n-次の巡回部分体を持つときに言う。
具体的に、体の n 次巡回拡大 L/K に対し、そのガロア群 Gal(L/K) の生成元を σ とし、β ∈ K× をとる。β, σ の定める K 上の巡回多元環 (β, L/K, σ) は、n 個の文字 {j0, j1, j2, …, jn−1} を基底に持つ n 次元 L-ベクトル空間 A = Lj0 ⊕ Lj1 ⊕ ⋯ ⊕ Ljn−1 (⊕ は直和) を台となる線型空間とし、A に乗法を一般の元 
{\displaystyle x=\sum _{k=0}^{n-1}x_{k}j^{k},y=\sum _{k=0}^{n-1}y_{k}j^{k}\ (x_{k},\,y_{k}\in L)}
に対して
{\displaystyle xy=\sum _{k=0}^{n-1}\sum _{l=0}^{n-1}x_{k}\sigma ^{k}(y_{l})j^{k+l}\quad ({\text{where }}j^{n}=\beta \in K^{\times })}
と定めたものである。これは j = j1 に対する以下の二条件
- 指数法則 jk ⋅ jl = jk+l を満たす。
- λ ∈ L に対し交換則 j ⋅ x = σ(x)⋅j を満たす。

を線型に拡張したものとして与えられる。特に、j0 = 1A は A の乗法単位元（したがって、L = Lj0 ⊂ A）。また、σ は K の元を動かさない L の非自明な自己同型であるから、K の元は j と可換。これにより A = (β, L/K, σ) が K 上中心的であることが従う。

## 性質
- n 次巡回拡大 L/K から定まる n 次巡回多元環の K 上の次数は n2 である。
- 巡回多元環 (β, L/K, σ) は K 上の中心的単純環で L で分解する。すなわち、n次巡回多元環 (β, L/K, σ) と L との K-多元環のテンソル積は L 上 n 次の全行列環 Mat(n, L) に L-多元環同型: {\displaystyle (\beta ,L/K,\sigma )\otimes _{K}L\simeq \operatorname {Mat} (n,L)} である。
- K の標数が 2 でないものとすると、二次の巡回多元環 (β, K(√α)/K, σ) は (α, β)-型四元数環である。ただし、α は K の平方元でなく、σ は σ(√α) = −√α を満たす K-同型。

- 巡回多元環 (β, L/K, σ) は適当な c ∈ L* に対して β = NL/K(c) となるとき行列環 Mn(K) に同型である[2]:133[3](Theorem 2.6.20(i))。そうでないとき可除環であり巡回斜体 (cyclic division slgebra) と呼ばれる[4]。
- 二つの巡回多元環 (β, L/K, σ), (γ, L/K, σ) が同型となるための必要十分条件は、L* の適当な元 c が存在して β = γ⋅NL/K(c) と書けることである[2]:133。
- 巡回多元環のテンソル積は適当な巡回多元環にブラウアー同値である[3](Theorem 2.6.20(ii))。
- 体の分離拡大に関するブラウアー群（あるいは拡大のガロワ群のシューア乗因子（英語版）[5]）の元（ブラウアー同値類）の代表元として接合積（とくに巡回多元環）がとれる。(see also: en:Brauer group#Cyclic algebras)

## 一般化
巡回多元環は、2-コサイクル（因子団）に対する接合積 (crossed product algebra) と呼ばれる多元環に一般化される（巡回拡大に対する接合積が巡回多元環である:textcyclic+algebra）。接合積は群環の一般化でもある。

## 注

## 関連文献
- Albert, A. A. (1938), “On Cyclic Algebras”, Annals of Mathematics Second Series (Mathematics Department, Princeton University) 39 (3):  669-682, doi:10.2307/1968641